# ورسای (کنتاکی)
ورسای (به انگلیسی: Versailles) شهری در ایالت کنتاکی کشور ایالات متحده آمریکا است که جمعیت آن در سرشماری سال ۲۰۱۰ میلادی، ۸٬۵۶۸ نفر بوده‌است.